# Kalala
Pour plus de détails, voir Fiche technique et Distribution.
Kalala est un  film documentaire tchadien réalisé par Mahamat Saleh Haroun en 2006.

## Synopsis
Kalala alias Hissein Djibrine est un ami proche de Mahamat Saleh Haroun. Il a produit Bye Bye Africa et Abouna, les deux premiers longs-métrages du cinéaste. Lorsque Hissein Djibrine décède du sida en 2003, Mahamat Saleh Haroun est très touché par cette disparition. Ce documentaire, écrit comme un journal intime, est un hommage à l'ami décédé mais aussi une réflexion sur la mémoire et la maladie.

## Fiche technique
- Titre original : Kalala
- Réalisation : Mahamat Saleh Haroun
- Scénario :
- Photographie :
- Société de production :
- Genre : Documentaire
- Durée : 50 minutes
- Dates de sortie : 2006